# Bella Hadid
Pour les articles homonymes, voir Hadid.
Bella Hadid, née Isabella Khair Hadid, le 9 octobre 1996 à Washington, est une mannequin américaine.

## Biographie

### Jeunesse
Son père, Mohamed Hadid est un promoteur immobilier palestinien, marié à Yolanda Hadid (née van den Herick), une mannequin néerlandaise,.
Par son père, elle fait partie de la descendance de Dahir al-Umar, prince de Nazareth et Cheikh de Galilée.
Elle a une sœur aînée Gigi, également mannequin, et un petit frère, Anwar, ainsi que trois demi-sœurs paternelles, Marielle, Alana et Aydan ,,.
Adolescente, Hadid pratiquait l'équitation et rêvait de participer aux Jeux olympiques d'été de 2016,.

### Carrière
Hadid commence sa carrière de mannequin à seize ans dans un projet commercial pour la marque Flynn Skye. Elle pose pour des publicités telles que The Swan Settings de Lesa Amoore et Smoking Hot de Holly Copeland,. Elle pose pour la collection automne-hiver 2013 de Hanna Hayes, et fait une campagne pour Chrome Hearts, la marque familiale de son amie Jesse Jo Stark,.
Hadid signe un contrat avec IMG Models le 21 août 2014 et fait ses débuts à la New York Fashion Week en défilant pour la marque Desigual. En décembre de la même année, elle fait sa première couverture pour Jalouse Magazine. En février 2015, elle défile pour la marque de Tom Ford. Elle apparaît pour la première fois en avril, en couverture du magazine CR Fashion Book et participe, un mois plus tard, au défilé réalisé par la Fondation Américaine pour la recherche médicale contre le SIDA,. Pendant l'été 2015, elle fait un shooting pour la marque de lingerie Victoria's Secret,. À l'automne, elle défile à Londres pour Topshop,,, et pour Moschino. Hadid pose pour le magazine Seventeen, apparaît dans la campagne publicitaire de la marque Topshop et Balmain en novembre 2015,,. Un mois plus tard, elle pose pour le calendrier de l'avent du magazine Love,.
En janvier 2016, Bella Hadid défile pour la première fois pour la marque Chanel et est l'égérie de la campagne publicitaire « My America » de la marque Marc Jacobs. Le mois suivant, elle défile pour Fenty x Puma, une collection de la chanteuse Rihanna,. En mai de la même année, elle participe à la Mercedes-Benz Fashion Week en Australie pour la marque Misha. Elle défile pour Dior Cruise. Elle devient ambassadrice de la marque Dior beauty le 31 mai 2016.
En novembre 2016, elle défile pour la première fois au Victoria's Secret Fashion Show à Paris.
Un mois plus tard, elle annonce collaborer avec la marque Chrome Hearts pour une capsule.
Bella Hadid est l'égérie de la marque de bijoux Bulgari ainsi que de la marque de montres TAG Heuer en février 2017,.
En juin 2017, elle incarne le visage de la campagne « Zayn x Versus », une collection entre le chanteur Zayn Malik et la marque de luxe Versace.
Elle apparaît dans de nombreuses publicités pour des marques telles que Dior, Nike, Penshoppe, Giuseppe Zanotti NARS Cosmetics ou encore Ochirly aux côtés de la mannequin Kendall Jenner,,,,,.
En octobre 2019, elle est élue la plus belle femme du monde selon l'étude du chirurgien esthétique Julian Da Silva.
En septembre 2021, Hadid crée avec Jen Batchelor la marque de boissons non-alcoolisées Kin Euphorics,.
Lors de la fermeture du défilé de la marque Coperni en octobre 2022, le mannequin fait sensation lorsqu'elle apparait seulement en sous-vêtements sur le podium,. Les créateurs vaporisent sur sa peau un tissu qui dévoile une robe, une technologie inventée par le scientifique Manel Torres,.
Le 17 octobre 2022, elle est récompensée du prix Mental Health Advocacy lors de la seizième édition du gala annuel des Golden Heart Awards à New York. Elle reçoit également par le British Fashion Council le titre de « Mannequin de l'Année » en décembre 2022.

### Vie privée

#### Santé

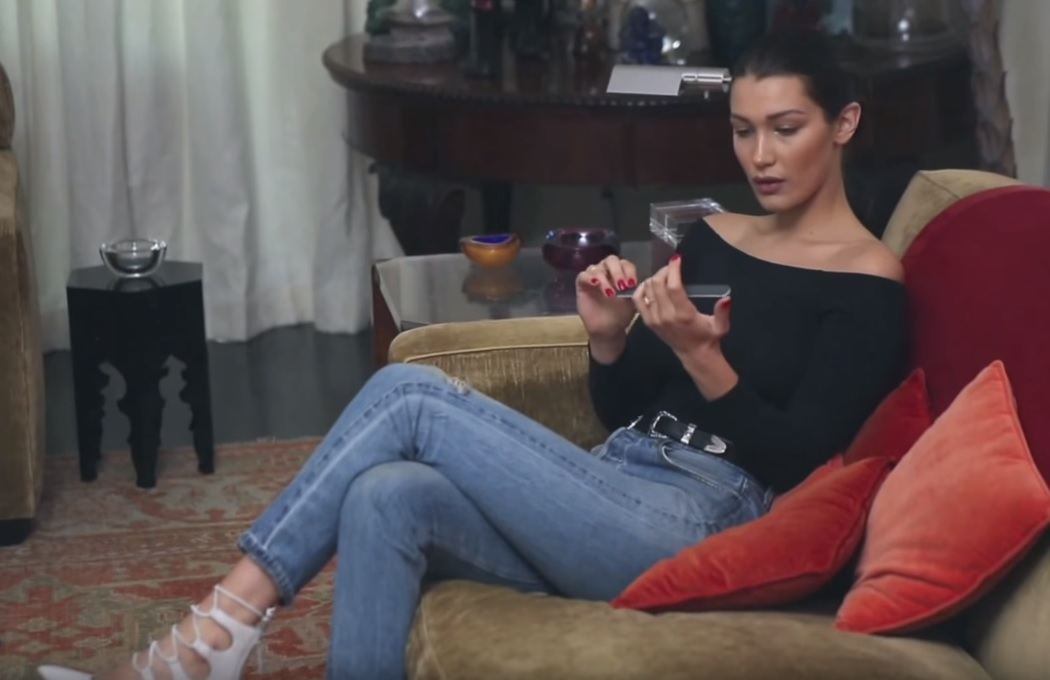
Bella Hadid en 2015.

Sa mère, son petit frère et elle révèlent souffrir de la maladie chronique de Lyme depuis 2012,,. Hadid souffre également d'anxiété et de dépression,,.
En 2022, elle révèle au magazine Vogue regretter d'avoir subi une rhinoplastie à l'âge de quatorze ans et aurait aimé avoir gardé le nez de ses ancêtres.

#### Vie sentimentale
Entre avril 2015 et août 2019, le mannequin entretient une relation intermittente avec le chanteur canadien The Weeknd,.
En juillet 2020, elle fréquente le directeur artistique Marc Kalman. Leur relation est officialisée en 2021, lors de sa participation à la Paris Fashion Week et au Festival de Cannes. En juillet 2023, le couple se sépare.
Depuis octobre 2023 le mannequin est en couple avec le cow-boy Adan Banuelos,,.

#### Religion et politique
Lors d'une interview pour le magazine Porter en 2017, Bella Hadid exprime son opposition à la politique d'immigration du président Donald Trump en évoquant l'histoire de son père en tant que réfugié, et révèle être fière d'être musulmane.
En mars 2022, lors d'un entretien avec le magazine Vogue, elle révèle mener un style de vie spirituel, et bien que sa famille ne soit pas religieuse, elle a grandi entourée d'amis et parrains juifs et s'intéresse à l'islam : « Je suis très spirituelle, et je me connecte à chaque religion. Il y a ce principe dans la nature humaine selon lequel « ma voie est la bonne », mais pour moi, il ne s'agit pas de mon Dieu ou de votre Dieu. Je fais simplement appel à celui qui est prêt à être là pour moi ».
Durant le conflit de 2023-2024 à Gaza, elle est victime en octobre 2023 d'un deepfake réalisé par un militant israélien, montrant son soutien au peuple hébreu alors qu'elle soutient le peuple palestinien,,.

## Affaires judiciaires
Le 22 juillet 2014, Hadid est arrêtée pour conduite en état d'ivresse. Son permis de conduire est suspendu pour un an et elle est mise en liberté conditionnelle pendant six mois. Elle est également condamnée à effectuer vingt-cinq heures de travaux d'intérêt général et à participer pendant vingt heures aux réunions des Alcooliques anonymes.

## Apparitions

### Magazines
Entre 2015 et 2022, le mannequin pose pour différents magazines tels que Vogue, GQ, Harper's Bazaar, V Magazine, Elle, L'Officiel, Paper, ou W,,,,,,,,.

### Défilés
Elle défile également pour de nombreuses marques lors des Semaines de la mode à New York, Londres, Milan ou Paris, telles que DKNY, Michael Kors, Alexander Wang, Anna Sui, H&M, Oscar de la Renta, Fendi, Versace, Lanvin, Off-White, Miu-Miu, Maison Margiela,,,,,,,,,,,.

## Prises de position

### Soutien à la Palestine
Durant la guerre à Gaza de 2023-2025, elle prend position en faveur de la Palestine et critique le génocide en cours, ce qui provoque son exclusion d’une campagne de publicité d’Adidas.

## Filmographie

### Télévision
- 2014-2015 : Real Housewives : Beverly Hills : elle-même (3 épisodes)

### Clips
- 2014 : Baby Love de Jesse Jo Stark
- 2015 : In the Night de The Weeknd
- 2015 : Might Not de The Weeknd Ft Belly
- 2022 : Code de Offset Ft Moneybagg Yo